# X (Manga)
X (jap. エックス, Ekkusu, auch X 1999) ist ein Manga der japanischen Zeichner-Gruppe Clamp. Er wurde als Anime-Fernsehserie, Kinofilm, Hörspiel und Videospiel adaptiert. Sowohl die Vorlage als auch die Adaptionen wurden in mehrere Sprachen übersetzt, unter anderem ins Deutsche. Das Werk handelt vom Kampf zwischen zwei Gruppen von Magiern um die Zukunft der Erde und lässt sich den Genres Shōjo, Fantasy und Drama zuordnen.

## Inhalt

### Handlung
Im Jahr 1999 sammeln sich, unbeachtet vom Rest der Menschheit, in Tokio zwei Gruppen mächtiger Magier, um für ihre jeweilige Version der Zukunft der Erde zu kämpfen. Auf der einen Seite stehen die Erddrachen (地の龍, Chi no Ryū), die sieben Boten, die die Menschheit vernichten wollen, um die Zukunft des Planeten sicherzustellen. Auf der anderen Seite stehen die Himmelsdrachen (天の龍, Ten no Ryū), die sieben Siegel, welche für den Erhalt der Menschen kämpfen. Sie gehen davon aus, dass die Menschheit erkennt, welchen Schaden sie der Erde zufügt und ihr umweltzerstörerisches Handeln aufgibt.
Nach sechs Jahren Abwesenheit kehrt der 15-jährige Kamui nach Tokio zurück. Kurz bevor seine Mutter in einem Feuer umkam, schickte sie ihn nach Tokio, um sein Schicksal zu erfüllen und das Heilige Schwert (jap. Shinken) in Besitz zu nehmen. Kamui ist durch den Tod seiner Mutter und deren Prophezeiungen verstört und verhält sich selbst gegenüber seinen alten Freunden Kotori und Fuma Monou abweisend, weil er befürchtet, ihnen Schaden zuzufügen. Die Traumdeuterin Prinzessin Hinoto, die die sieben Siegel um sich sammelt, nimmt Kontakt zu ihm auf und erklärt ihm, dass er im Kampf um die Erde auf der Seite der Himmelsdrachen eine zentrale Rolle spiele. Auch Hinotos Schwester Kanoe, die die Erddrachen sammelt, versucht, ihn auf ihre Seite zu ziehen.
Kamui, der ausschließlich um die Sicherheit von Kotori und Fuma besorgt ist, weigert sich zunächst, eine Entscheidung für eine der beiden Gruppen zu treffen. Die Gewissheit, dass er eine besondere Rolle für die Zukunft der Welt spielt, macht ihn noch verschlossener und unzugänglicher für seine Freunde. Kamui fühlt sich bedrängt und beobachtet, währenddessen kommt es zu den ersten Kämpfen: Das heilige Schwert wird aus dem Schrein der Familie Monou gestohlen und der Vater von Kamuis Kindheitsfreunden dabei getötet. Auch Himmels- und Erddrachen treffen ein und wundern sich über die Rolle, die Fuma in allem noch zu spielen scheint. Dann wird durch den Tod von Kamuis Tante ein zweites heiliges Schwert geboren. Als er es gemeinsam mit den Himmelsdrachen zur Versiegelung bringt, entscheidet er sich schließlich für die Seite der Himmelsdrachen, um das Leben von Kotori und Fuma, wie sie es kennen, zu erhalten. Durch diese Entscheidung wird der Kampf um die Erde eingeläutet. Kamuis Freund Fuma gibt sich als sein Zwillingsstern zu erkennen, der die gegenteilige Rolle Kamuis einnimmt. Er wird zum „Kamui“ der Erddrachen, und seine Persönlichkeit verändert sich stark. Der von Kamui geliebte Freund tötet seine Schwester Kotori vor den Augen Kamuis.
Kamui bricht unter der Last der Ereignisse zusammen, doch der Himmelsdrache Subaru Sumeragi, der Ähnliches durchlebt hat, kann zu ihm durchdringen und Kamui kehrt ins Leben zurück. Er will nun alles daran setzen, um die Menschheit und vor allem Fuma zu retten, um diesen wieder zu dem Menschen zu machen, der er einmal war. Nun kommt es immer häufiger zu Kämpfen, bei denen die Erddrachen die die Menschheit beschützenden Bannkreise der Himmelsdrachen zu zerstören versuchen, indem sie die Himmelsdrachen töten.

### Ausgang
Die Mangaserie wurde nicht abgeschlossen und hat daher kein Ende. Die Adaptionen führen die Geschichte zu unterschiedlichen Enden. Im Film werden alle Himmels- und Erddrachen getötet. Am Ende bleiben nur Kamui und Fuma. In ihrem letzten Kampf tötet Kamui seinen besten Freund, rettet damit die Menschheit aber verzweifelt an seiner Tat. In der Fernsehserie verlieren die meisten Himmels- und Erddrachen nicht ihr Leben, aber die Fähigkeit, Bannkreise zu errichten. In ihrem Kampf zum Ende der Welt will Kamui Fuma nicht besiegen. Er gibt den zum Scheitern verdammten Willen, seinen Freund zu töten, auf und erkennt, dass er auch nach seinem Tod in den Herzen aller seiner Freunde und auch Fumas weiterleben wird. So bleibt sein Bannkreis erhalten und die Menschheit wird gerettet.

## Konzeption
Im Verlauf der Erzählung werden neben der Fortführung der Handlung einzelne Mitglieder beider Fraktionen, ihre Motive und Hintergründe dargestellt und ihre Beziehungen zueinander beschrieben. Die Zeichnungen verweilen teilweise sehr lange auf einer Szene und zeigen erzählerisch langgestreckt in mehreren Panels einen nur kurzen Abschnitt der Erzählung. Dieses Stilmittel wird bei der Darstellung von starken Emotionen, aber auch von Kämpfen eingesetzt. 
Mystische und religiöse Elemente werden in das Geschehen eingebunden. So ist das Weltuntergangstheme von der Offenbarung des Johannes inspiriert. Eine weitere Grundlage für die Serie war die Gaia-Theorie von James Lovelock, nach der die Erde selbst ein Organismus ist und das Schicksal der Menschheit von deren Wohlbefinden abhänge. Der Titel X kann sich auf das christliche Kreuz beziehen, wie auch andere christliche Symbolik in die Serie gefunden hat, aber auch auf eine große Unbekannte, den unbekannten Tag des Weltendes oder auch in Japan als X bekanntes Betäubungsmittel. Die Geschichte wurde auch von Filmen inspiriert, so werden Das Schweigen der Lämmer, Dead Zone und Twelve Monkeys als Inspiration genannt. Außerdem gibt es diverse Querverweise auf andere Serien von CLAMP: Figuren aus Tokyo Babylon und CLAMP School Detectives treten auf.

## Charaktere
Kamui Shiro (司狼 神威, Shirō Kamui)
Kamui bedeutet Der, der die Macht Gottes vertritt oder Der, der die Macht Gottes jagt. Ihm liegt besonders das Wohlergehen von Kotori und Fuma am Herzen, mit denen er seit seiner Kindheit befreundet ist. Deshalb entscheidet er sich, ein Himmelsdrache zu werden, um den Ort zu bewahren, wo diese beiden leben.
Fuma Monou (桃生 封真, Monou Fūma)
Kotoris älterer Bruder und Kamuis bester Freund hat als Kind geschworen, immer auf Kamui aufzupassen. Es stellt sich jedoch heraus, dass er Kamuis Zwillingsstern ist und so gezwungen ist, nach Kamuis Wahl für Himmelsdrachen oder Erddrachen der „Kamui“ der jeweils anderen Gruppe zu werden. Seine Persönlichkeit verändert sich dadurch stark.
Kotori Monou (桃生 小鳥, Monou Kotori)
Sie ist Kamuis Kindheitsfreundin und hat, wie schon ihre Mutter, ein Herzleiden. Sie hat das Talent, mit Tieren und Pflanzen zu sprechen und in Träumen die Zukunft vorherzusehen. So erfährt sie, dass Kamui nach Tokio zurückgekehrt ist, und so sieht sie auch voraus, dass sie von der Hand des Erddrachen-Kamui sterben wird. Sie wünscht sich, lieber selbst zu sterben, als dass die Erde, auf der Kamui und Fuma leben, zerstört wird. Im Moment ihres Todes prophezeit sie, dass die Zukunft noch nicht entschieden ist.
Hinoto (丁, Hinoto; vgl. Himmelsstämme)
Die blinde Traumseherin sammelt die Himmelsdrachen um sich. Sie hat jedoch zwei Persönlichkeiten, und die zweite, die immer dominanter wird, betreibt die Niederlage und den Tod der Himmelsdrachen.
Kanoe (庚, Kanoe; vgl. Himmelsstämme)
Hinotos jüngere Schwester hat die Fähigkeit, in Träume einzudringen. Sie sammelt die Erddrachen um sich. Sie liebt ihre Schwester sehr und will sie, indem sie Hinotos Zukunftsvision widerlegt, von ihrem Schicksal als Traumseherin erlösen.

### Himmelsdrachen
Die Himmelsdrachen (天の龍, Ten no Ryū), oder die Sieben Siegel (七の封印, Nana no Fūin), wollen die Menschheit bewahren, gleich, welchen Schaden diese der Erde zufügt. Sie können Bannkreise (結界, kekkai) erschaffen, mit denen sie ihre Umgebung in eine separate Dimension transportieren, wo angerichteter Schaden keine Auswirkungen auf die normale Welt hat. Diese Fähigkeit und damit den Status als Himmelsdrache verlieren sie, wenn es niemanden mehr gibt, den sie beschützen wollen.
- Sorata Arisugawa (有洙川 空汰, Arisugawa Sorata) ist der erste der Himmelsdrachen, der den Weg zu Kamui findet. Er ist ein Mönch vom Kōya-san und hat die Kraft, Elektrizität zu manipulieren. Laut einer Prophezeiung wird er sein Leben für die Frau opfern, die er am meisten liebt, obwohl er eigentlich die Rolle als Kamuis Beschützer innehat. Nach dem ersten Treffen mit ihr entscheidet er, dass Arashi diese Person ist.
- Arashi Kishu (鬼咒 嵐, Kishū Arashi) ist die versteckte Miko (Kakushi Miko) des Ise-Schreins. Unter ihrer kühlen Fassade hält sich ein emotionaler Kern versteckt. Aus ihrer linken Hand kann sie ein Schwert erscheinen lassen.
- Yuzuriha Nekoi (猫依 護刃, Nekoi Yuzuriha) ist mit 14 Jahren die Jüngste der Himmels- und Erddrachen. Sie wurde im Mitsumine-Schrein aufgezogen und ist ein fröhliches, unbeschwertes Mädchen. Sie wird von der Hundegottheit (Inugami) Inuki beschützt.
- Seiichiro Aoki (蒼軌 征一狼, Aoki Seiichirō) stammt aus der Sippe der Windmagier und arbeitet beim Kadokawa-Shoten-Verlag. Er ist glücklich verheiratet und hat eine kleine Tochter. Seine Persönlichkeit ist sehr höflich und sanft.
- Karen Kasumi (夏澄 火煉, Kasumi Karen) ist eine Christin, die Feuermagie beherrscht. Sie arbeitet in diversen Soaplands, wo sie auch Aoki kennenlernte, in den sie sich verliebt. Als Kind wurde sie von ihrer Mutter misshandelt, weil diese ihre Kräfte als teuflisch empfand.
- Subaru Sumeragi (皇 昴流, Sumeragi Subaru) ist das 13. Oberhaupt des mächtigen Sumeragi-Clans und damit offizielles Oberhaupt aller Yin-Yang-Magier Japans. Trotz seiner großen Macht wirkt der junge Mann sehr zerbrechlich. Er ist gut mit Kamui befreundet und diesem sehr ähnlich. Subaru Sumeragi ist auch die Hauptfigur eines anderen CLAMP-Mangas mit dem Titel Tokyo Babylon.

### Erddrachen
Die Erddrachen (地の龍, Chi no Ryū), auch die Sieben Boten (七の御使, Shichi no Mitsukai) genannt, haben die Aufgabe, die Menschheit zu vernichten, um der Erde eine Erholung von ihrer Umweltzerstörung zu ermöglichen.
- Satsuki Yatoji (八頭司 颯姫, Yatōji Satsuki) ist ein intelligentes, aber kühles Mädchen, das von Computern geliebt wird. Daher ist sie eine ausgezeichnete Hackerin. Von Kanoe hat sie einen Computer namens Beast bekommen, mit dem sie Kabel in der ganzen Stadt kontrollieren kann. Sie hofft, dass es ihr mit Kamui nicht mehr langweilig werden wird. Satsuki verliebt sich in Yuto, was in den beiden Animefassungen dazu führt, dass sie von dem eifersüchtigen Beast getötet wird.
- Yuto Kigai (麒飼 遊人, Kigai Yūto) arbeitet als Beamter und ist ein Wassermagier, allerdings benutzt er als zweite Waffe auch Dolche. Er ist ein freundlicher und humorvoller Mensch, der sich mit Satsuki anfreundet. Er hat eine sexuelle Beziehung mit Kanoe.
- Seishiro Sakurazuka (桜塚 星史郎, Sakurazuka Seishirō) ist der Sakurazukamori, ein Auftragsmörder, der mit Hilfe von Yin-Yang-Magie tötet. Eine gemeinsame Vergangenheit, erzählt in dem Clamp-Manga Tokyo Babylon, verbindet ihn mit dem Himmelsdrachen Subaru.
- Kusanagi Shiyu gehört den japanischen Selbstverteidigungskräften an und ist sehr groß und kräftig gebaut. Seine Kräfte sind erdbasiert, und er kann mit Pflanzen und Tieren kommunizieren. Obwohl er ein Erddrache ist, hält er es für falsch, zu töten, und hält sich aus dem Kampf um das Ende der Welt heraus. Er freundet sich mit Inuki und Yuzuriha an.
- Nataku (那吒, Nataku) ist der Klon eines kleinen Mädchen namens Kazuki Tojo. Weil außer Kazukis Zellen auch das Gewebe ihres Vaters für das Experiment verwendet wurde, ist Nataku geschlechtslos. Er gilt als gefühllos und tötet ohne Reue. Obwohl er sich kaum an Kazukis Leben erinnern kann, glaubt er, in Fuma seinen Vater und in Karen seine Mutter zu erkennen.
- Kakyo Kuzuki (玖月 牙暁, Kuzuki Kakyō) ist der Traumseher der Erddrachen. Er wurde bei dem Versuch, Subarus Schwester Hokuto, in die er verliebt war, vor dem Tod zu retten, schwer verletzt und liegt seitdem im Koma. Er kann nur über die Träume zu anderen sprechen. Sein einziger Wunsch ist es, zu sterben, und als Fuma ihm anbietet, ihm diesen Wunsch zu erfüllen, wird er zu einem Erddrachen.

## Manga
Der Manga erschien in Japan von 1992 bis 2002 beim Verlag Kadokawa Shoten in Einzelkapiteln im Magazin Gekkan Asuka, die in 18 Bänden zusammengefasst wurden und unter dem Imprint Asuka Comics DX erschienen. Der Manga ist jedoch nicht abgeschlossen, sondern gilt als „pausiert“, wobei für das vollständige Werk insgesamt 21 Bände geplant sind. Die Pause kam zustande durch Unstimmigkeiten zwischen den Zeichnern und Verlag über die Darstellung von Gewalt. Außerdem waren die Künstlerinnen nach realen Erdbeben und Terror-Angriffen zunehmend unsicher, ob sie die Zerstörung Tokios darstellen wollen. Jeder Band enthält eine Illustration, in der ein oder zwei der X-Charaktere eine der 22 Tarot-Karten in der Großen Arkana repräsentieren. Die Karte 0, „Der Narr“, ist bereits in dem Artbook X – Zero enthalten. Ein weiteres Artbook, das keine Tarotkarte enthält, trägt den Titel Infinity.
In Deutschland wurde der Manga seit 2001 von Carlsen Comics mit allen bislang erschienenen 18 Bänden veröffentlicht. In Nordamerika erschien der Manga bei Viz Media, in Australien bei Madman Entertainment. Editions Tonkam brachte X auf Französisch heraus, Grupo Editorial Vid und Planeta DeAgostini Comics auf Spanisch. Bei Panini erschien der Manga in Italien. Er wurde außerdem ins Polnische, Chinesische, Portugiesische, Koreanische und Indonesische übersetzt.

## Anime
1996 wurde vom Studio Madhouse ein 100-minütiger Anime-Film zum Manga produziert. Regie führte Rintarō, der zusammen mit Mami Watanabe und Nanase Ohkawa auch das Drehbuch schrieb. Das Characterdesign stammt von Nobuteru Yūki und die künstlerische Leitung lag bei Shūichi Hirata. Der Film kam am 3. August 1996 in Japan ins Kino, 2000 auch in den USA und Kanada. In Deutschland wurde eine synchronisierte Fassung von VOX gezeigt.
Im August 2001 folgte eine OVA-Folge, die ebenfalls vom Studio Madhouse produziert wurde. Sie bot eine Vorschau auf die im Oktober folgende Serie, beinhaltete bereist fertiggestellte Szenen der Serie und einige zusätzliche, die den Traumseher Kakyo und dessen Hintergrundgeschichte zeigen. Bei dieser führte Yoshiaki Kawajiri Regie, das Characterdesign stammt von Yoshinori Kanemori und künstlerischer Leiter war Yūji Ikeda. Für die Computeranimationen war Takahiro Miyata verantwortlich. Für die Fernsehadaption wurde die Vorlage treuer umgesetzt als beim Film, jedoch einige Gewaltszenen entschärft. Die Serie wurde vom 3. Oktober 2001 bis zum 27. März 2002 durch den Sender WOWOW in Japan ausgestrahlt, später folgte eine Wiederholung durch Animax. Der Anime wurde auf Französisch durch France 4 und auf Spanisch durch Buzz Channel gesendet. Auf Italienisch war der Anime auf GXT zu sehen. Außerdem wurde er ins Englische und Russische übersetzt. Auf Deutsch wurde die Serie erstmals vom 24. August 2003 bis zum 22. Januar 2004 durch den Sender VIVA ausgestrahlt. Später folgte eine Ausstrahlung durch Animax.

### Synchronisation
Die deutsche Synchronisation erfolgte durch brandt Film Berlin. Regie führte Harald Wolff.
| Rolle        | Japanischer Sprecher (Seiyū) | Japanischer Sprecher (Seiyū) | Deutscher Sprecher |
| Rolle        | Serie                        | Film                         | Deutscher Sprecher |
| ------------ | ---------------------------- | ---------------------------- | ------------------ |
| Fūma Monou   | Jun’ichi Suwabe              | Ken Narita                   | Gerrit Schmidt-Foß |
| Kamui Shirō  | Ken’ichi Suzumura            | Tomokazu Seki                | Sebastian Schulz   |
| Hinoto       | Aya Hisakawa                 | Yūko Minaguchi               | Giuliana Jakobeit  |
| Kotori Monou | Mamiko Noto                  | Junko Iwao                   | Magdalena Turba    |
| Kanoe        | Kaho Kōda                    | Atsuko Takahata              | Heide Domanowski   |

Des Weiteren sind in Japan im Film Kazuhiko Inoue und Toshihiko Seki, in der Fernseh-Version Toshiyuki Morikawa, Tomokazu Sugita und Satsuki Yukino zu hören.

### Musik
Die Musik der Serie wurde von Naoki Satō komponiert. Der Vorspanntitel eX Dream stammt von Myuji, das Lied zum Abspann, Secret Sorrow, wurde von Kohei Koizumi gesungen. Der Abspann der OVA wurde unterlegt mit Strength von Kōhei Koizumi. Für den Soundtrack des Films konnte CLAMP die japanische Visual-Kei-Band X-Japan zu überreden, ihr Lied Forever Love für den Abspann zur Verfügung zu stellen. Der Soundtrack mit den 23 Titeln des Kinofilms erschien in Japan auf CD, ebenso wie eine Sammlung von Character-Soundtracks mit den Themen jedes der 14 Drachen.
In der deutschen Version wird für den Vorspann und den Abspann der Titel Mother Earth von Within Temptation verwendet.

## Andere Veröffentlichungen

### Musikvideo
Am 21. November 1993 veröffentlichte SME Records einen 25 Minuten langen Kurzfilm mit dem Titel X² (ダブルエックス, Daburu Ekkusu) mit der Musik der Power-Metal-Band X Japan. Bei dem Video führte Shigeyuki Hayashi Regie.

### Hörspiel
Von Juni bis Dezember 1996 wurde von Victor Entertainment eine Reihe von Hörspielen zum Manga unter dem Titel X Character Files (キャラクターファイル, Kyarakutā Fairu) herausgegeben. Die siebenteilige Reihe wurde von Nanase Ohkawa geschrieben und dreht sich um die einzelnen Himmels- und Erddrachen.

### Videospiel
Bandai produzierte zwei Videospiele zur Serie. Das erste, X: Unmei no Sentaku (X ～運命の選択～), ist ein Beat ’em up für die PlayStation und wurde im August 2002 veröffentlicht. Darin wird in den aus der Serie bekannten Bannkreisen gekämpft, nachdem der Spieler sich einen der 14 Drachen als seine Figur ausgewählt hat. Der Kampf findet mit übersinnlichen Kräften der Charaktere wie in der Vorlage statt. Das Spiel verwendet einzelnze Szenen der Fernsehserie. Im Juni 2002 folgte X: Card of Fate, ein Spiel für die Konsole WonderSwan Color.

## Rezeption
Der Manga wird in Manga – The Complete Guide als, trotz des offenen Endes, „atemberaubende“ Darstellung des Weltenendes beschrieben, das alles zeichnerische Können der Künstlerinnen zeige. Die Geschichte sei erzählerisch jedoch nicht die beste, oft wenig subtil mit vielen Wiederholungen und vollgestopft mit Symbolik, könne den Leser aber dennoch einnehmen. Der Film, so die Anime Encyclopedia, habe so viel von der umfangreichen Vorlage weglassen müssen, dass viele Feinheiten verloren gegangen sind. Statt auf inhaltliche Substanz sei auf Stil und Emotion gesetzt worden, sodass zumindest Aussehen und Stimmung der Vorlage entsprächen, doch die Handlung mache wenig Sinn. Die Fernsehserie dagegen nutze ihre größere Spielzeit aus, um mehr Charakterentwicklung zu zeigen.
In einer Umfrage von Sozioland aus dem Jahr 2005 unter deutschen Mangafans gehörte X zu einer der am häufigsten als beliebteste genannten Serien. Die AnimaniA beschreibt die Geschichte als „kompliziertes Puzzelspiel“, in dem sich die Geschichte durch „die zahlreichen Szenenwechsel, Rückblicke und beeindruckenden Kampfszenen“ langsam weiterentwickele. Die erste Anime-Adaption, das Musikvideo, sei hochwertig gemacht und sehenswert. Auch der Film sei gut gelungen. Besonders positiv hervorgehoben werden die Effekte, die Wechsel in der Farbstimmung, die jeden Szenenwechsel begleiten, und die eher an Realfilme angelehnte Ästhetik. Inhaltlich sei er jedoch für Kenner des Mangas enttäuschend, da viel weggelassen werden musste. Die Kürze des Films lasse auch keine Zeit für Charakterentwicklung. Die deutsche Zeitschrift Mangaszene schrieb zur OVA, diese biete mit schön gelungener Musik und Charakterdesign eine gute Einstimmung auf die Serie, aber wenig Inhalt. Die Animeserie selbst sei dann recht originalgetreu und in hoher Animationsqualität umgesetzt worden. Trotz der etwas entschärften Gewaltszenen sei die düstere Stimmung der Vorlage gut erhalten worden. Auch bei der Serie wird der bestens zu den Bildern passende Soundtrack und sehr schöne, mit Liebe umgesetzte Charakterdesign werden gelobt. Computeranimierte Elemente würden sich gut einfügen und nicht unangenehm herausstechen. Die Fernsehserie sei, so die AnimaniA, im Gegensatz zum Film auch für Neueinsteiger in X verständlich, auch wenn am Anfang die Übersicht über all die Charaktere nicht leicht falle. Es werde ebenso viel Zeit in Charaktervorstellung- und entwicklung investiert, wie in das Fortschreiten der Handlung. Für den Zuschauer, der die Vorlage nicht kennt, könnten all diese Ausflüge in Hintergrundgeschichten störend sein. Dass die „Bösen“ nicht gleich als solche zu erkennen seien, wurde positiv angemerkt. Technisch sei die Serie auf hohem Niveau umgesetzt worden. Die Serie bleibe spannend bis zum Ende, das einen überraschenden Ausgang präsentiere.